# Here Come the Girls
Here Come the Girls (bra: O Rei da Confusão) é um filme estadunidense de 1953, do gênero comédia musical, dirigido por Claude Binyon e estrelado por Bob Hope e Arlene Dahl. Hope repete sua habitual caracterização de covarde cômico, o que torna o filme cansativo antes do final. Todas as oito canções foram compostas por Jay Livingston e Ray Evans.

## Elenco
| Ator/Atriz       | Personagem            |
| ---------------- | --------------------- |
| Bob Hope         | Stanley Snodgrass     |
| Arlene Dahl      | Irene Bailey          |
| Tony Martin      | Allen Trent           |
| Rosemary Clooney | Daisy Crocket         |
| Millard Mitchell | Albert Snodgrass      |
| William Demarest | Dennis Logan          |
| Robert Strauss   | Jack, O Esquartejador |